# Монтегю, Уильям, 5-й герцог Манчестер
Полковник Уильям Монтегю, 5-й герцог Манчестер  (англ. William Montagu, 5th Duke of Manchester; 21 октября 1771 — 18 марта 1843) — британский аристократ, наследственный пэр, военный, колониальный администратор и политик. С 1771 по 1788 год он носил титул учтивости — виконт Мандевиль. Служил губернатором Ямайки с 1808 по 1827 год, и округ Манчестер на острове был назван в его честь.

## Предыстория и образование
Родился 21 октября 1771 года. Второй сын Джорджа Монтегю, 4-го герцога Манчестера (1737—1788), и Элизабет Дэшвуд (1741—1832), дочери сэра Джеймса Дэшвуда, 2-го баронета (1715—1779). Он получил образование в школе Харроу, а затем служил в британской армии, достигнув звания полковника в 1794 году.
В сентябре 1788 года Уильям Монтегю унаследовал титулы своего отца и поместье Кимболтон-Касл в графстве Хантингдоншир.

## Политическая карьера
Манчестер был губернатором Ямайки с 1808 по 1827 год. В течение своего срока он наблюдал за осуществлением отмены работорговли в колонии. В 1815 году он имел дело с последствиями пожара в Порт-Ройале и опустошения ямайских плантаций ураганом. Манчестерский округ на Ямайке был назван в его честь, а столица-город Мандевилл — в честь его сына, виконта Мандевиля.
После возвращения в Великобританию герцог Манчестер служил генеральным почтмейстером с 1827 по 1830 год (сменив на этом посту своего младшего брата лорда Фредерика Монтегю). Он также был лордом-лейтенантом Хантингдоншира с 1793 по 1841 год.

## Семья
7 октября 1793 года в Эдинбурге Уильям Монтегю, 5-й герцог Манчестер, женился на леди Сьюзен Гордон (2 февраля 1774 — 26 августа 1828), третьей дочери Александра Гордона, 4-го герцога Гордона (1743—1827), и его первой жены, Джейн Максвелл (1748—1812). У них было восемь детей:
- Леди Джейн Монтегю (1794 — 27 сентября 1815)[7]
- Джордж Монтегю, 6-й герцог Манчестер (9 июля 1799 — 18 августа 1855)[7], преемник отца
- Лорд Уильям Фрэнсис Монтегю (5 августа 1800 — 30 марта 1842)[7], в 1830 году женился на Эмили (? — 1848), третьей дочери политика Джеймса Дю Пре[8]
- Леди Джорджиана Фредерика Монтегю (1803 — 30 июля 1892), вышла замуж в 1823 году за Эвана Бейли (1798—1883)
- Леди Элизабет Монтегю (? — 9 января 1857)[9], в 1819 году вышла замуж за генерал-майора Томаса Монтегю Стила (? — 1845)
- Леди Сьюзен Монтегю (18 сентября 1797 — 5 марта 1870)[10], в 1816 году вышла замуж за Джорджа Хэя, 8-го маркиза Твиддейла (1787—1876)
- Леди Каролина Кэтрин Монтегю (27 сентября 1804 — 10 сентября 1892)[7] вышла замуж в 1828 году за Джона Калкрафта (1796—1880).
- Леди Эмили Монтегю (1806 — 2 февраля 1827)[7].

Герцогиня Сьюзен вызвала общественный скандал, сбежав с одним из своих лакеев. Согласно «The Complete Peerage», в мемуарах горской дамы[прояснить] под датой 1812 года упоминается, что герцогиня ушла из дома несколько лет назад с одним из своих лакеев. Леди Джернингем писала 6 сентября 1813 года: «Герцогиня Манчестерская наконец рассталась со своим мужем, и её поведение стало самым печально известным». Став изгоем общества, Сьюзен умерла в Итоне, Эдинбург, в августе 1828 года в возрасте 54 лет.
Герцог Манчестер пережил свою жену на пятнадцать лет и умер в Риме, Италия, в марте 1843 года, в возрасте 71 года. Герцогский титул унаследовал его старший сын Джордж Монтегю, 6-й герцог Манчестер.

## Титулы
- 5-й герцог Манчестер (с 2 сентября 1788)
- 8-й граф Манчестер, графство Ланкастер (с 2 сентября 1788)
- 8-й виконт Мандевиль (с 2 сентября 1788)
- 8-й барон Кимболтон из Кимболтона, графство Ланкастер (с 2 сентября 1788).